# The Ball Game
The Ball Game ist ein US-amerikanischer Dokumentarfilm aus dem Jahr 1898. Der Film wurde am 20. Mai 1898 durch die Edison Manufacturing Company veröffentlicht.

## Filminhalt
Der Film dokumentiert ein Baseballspiel zwischen den Reading Phillies und den Newark Bears aus dem Jahr 1898.
Das Spiel wurde etwa aus 20 Metern Entfernung vom Spielfeldrand aus aufgezeichnet.

## Hintergrundinformationen
Der Film Diamonds on the Silver Screen verwendet Szenen aus dem Film.